# Bobsleigh nos Jogos Olímpicos de Inverno de 2018 - Duplas femininas
A competição de duplas femininas do bobsleigh nos Jogos Olímpicos de Inverno de 2018 foi disputada no Centro de Deslizamento Olímpico, em Daegwallyeong-myeon, Pyeongchang, entre 18 e 21 de fevereiro.

## Medalhistas
| Ouro   | GER Mariama Jamanka / Lisa Buckwitz     |
| Prata  | USA Elana Meyers Taylor / Lauren Gibbs  |
| Bronze | CAN Kaillie Humphries / Phylicia George |

## Resultados
| Pos.              | Bib | País                                                                    | 1ª descida | 2ª descida | 3ª descida | 4ª descida | Total       | Diferença |
| ----------------- | --- | ----------------------------------------------------------------------- | ---------- | ---------- | ---------- | ---------- | ----------- | --------- |
| Medalha de ouro   | 6   | GER Alemanha Mariama Jamanka Lisa Buckwitz                              | 50.54      | 50.72      | 50.49      | 50.70      | 3:22.45     | —         |
| 02 !              | 5   | USA Estados Unidos Elana Meyers Taylor Lauren Gibbs                     | 50.52      | 50.81      | 50.46      | 50.73      | 3:22.52     | +0.07     |
| Medalha de bronze | 4   | CAN Canadá Kaillie Humphries Phylicia George                            | 50.72      | 50.88      | 50.52      | 50.77      | 3:22.89     | +0.44     |
| 4                 | 8   | GER Alemanha Stephanie Schneider Annika Drazek                          | 50.63      | 50.93      | 50.71      | 50.70      | 3:22.97     | +0.52     |
| 5                 | 7   | USA Estados Unidos Jamie Greubel Poser Aja Evans                        | 50.59      | 50.99      | 50.59      | 50.85      | 3:23.02     | +0.57     |
| 6                 | 9   | CAN Canadá Alysia Rissling Heather Moyse                                | 50.81      | 50.95      | 50.83      | 51.04      | 3:23.63     | +1.18     |
| 7                 | 13  | CAN Canadá Christine de Bruin Melissa Lotholz                           | 50.94      | 50.91      | 50.75      | 51.29      | 3:23.89     | +1.44     |
| 8                 | 17  | GBR Grã-Bretanha Mica McNeill Mica Moore                                | 50.77      | 50.95      | 51.16      | 51.19      | 3:24.07     | +1.62     |
| 9                 | 12  | SUI Suíça Sabina Hafner Rahel Rebsamen                                  | 50.86      | 51.16      | 51.07      | 51.21      | 3:24.30     | +1.85     |
| 10                | 14  | AUT Áustria Christina Hengster Valerie Kleiser                          | 51.23      | 51.04      | 51.00      | 51.24      | 3:24.51     | +2.06     |
| 11                | 15  | BEL Bélgica Elfje Willemsen Sara Aerts                                  | 51.03      | 51.27      | 51.10      | 51.21      | 3:24.61     | +2.16     |
| 12                | 20  | BEL Bélgica An Vannieuwenhuyse Sophie Vercruyssen                       | 51.24      | 51.28      | 51.53      | 51.20      | 3:25.25     | +2.80     |
| 13                | 10  | GER Alemanha Anna Köhler Erline Nolte                                   | 51.21      | 51.20      | 51.46      | 51.41      | 3:25.28     | +2.83     |
| 14                | 1   | KOR Coreia do Sul Kim Yoo-ran Kim Min-seong                             | 51.24      | 51.20      | 51.32      | 51.55      | 3:25.31     | +2.86     |
| 15                | 19  | ROU Romênia Maria Constantin Andreea Grecu                              | 51.17      | 51.40      | 51.39      | 51.57      | 3:25.53     | +3.08     |
| 16                | 3   | OAR Atletas Olímpicos da Rússia Alexandra Rodionova Yulia Belomestnykh  | 51.29      | 51.47      | 51.41      | 51.55      | 3:25.72     | +3.27     |
| 17                | 16  | AUT Áustria Katrin Beierl Victoria Hahn                                 | 51.49      | 51.41      | 51.51      | 51.43      | 3:25.84     | +3.39     |
| 18                | 18  | JAM Jamaica Jazmine Fenlator-Victorian Carrie Russell                   | 51.29      | 51.50      | 51.83      | 51.32      | 3:25.94     | +3.49     |
| 19                | 2   | NGR Nigéria Seun Adigun Akuoma Omeoga                                   | 52.21      | 52.55      | 52.31      | 52.53      | 3:29.60     | +7.15     |
| —                 | 11  | OAR Atletas Olímpicos da Rússia Nadezhda Sergeeva Anastasia Kocherzhova | 51.01      | 51.49      | 51.29      | 51.37      | 3:25.16 DSQ | +2.71     |

Legenda
| Recorde mundial      | Recorde mundial (World record)               |                       | Recorde africano                      | Recorde africano (African) |                                           | Q | Classificado por posição (Qualified) |
| Recorde olímpico     | Recorde olímpico (Olympic record)            | Recorde da América    | Recorde da América (Americas)         | q                          | Classificado por melhor tempo (Qualified) |   |                                      |
| Recorde de pista     | Recorde da pista (Track record)              | Recorde asiático      | Recorde asiático (Asian)              | DNS                        | Não largou (Did not start)                |   |                                      |
| Recorde nacional     | Recorde nacional (National record)           | Recorde europeu       | Recorde europeu (European)            | DNF                        | Não terminou (Did not finish)             |   |                                      |
| Recorde pessoal      | Recorde pessoal do atleta (Personal best)    | Recorde da Oceania    | Recorde da Oceania (Oceania)          | DSQ / DQ                   | Desclassificado (Disqualified)            |   |                                      |
| Recorde da temporada | Recorde da temporada do atleta (Season best) | Recorde sul-americano | Recorde sul-americano (South America) | NM                         | Sem marca (No mark)                       |   |                                      |